# 偶像大师系列
偶像大师是由南梦宫及之后的万代南梦宫所创的电子游戏系列，作品主要结合了养成模拟和节奏游戏元素。玩家多扮演制作人，带领艺人事务所偶像走向成名之路。自2005年首部作品在街机推出以来，系列已有包括社交游戏在内的多款游戏。该系列作品也有大量的印刷制品、音乐CD、广播剧、电子读物及动画作品。该系列在不同阶段同样取得了巨大的成功，单是2013年其发售物就创造了100亿日元的收入。

## 作品概述

### 游戏作品
| 2005 | 偶像大師 (街機)         |
| 2006 |                         |
| 2007 | 偶像大師 (Xbox 360)     |
| 2008 | 為你而唱！              |
| 2009 | SP                      |
| 2009 | 深情之星                |
| 2010 |                         |
| 2011 | 2                       |
| 2011 | 灰姑娘女孩              |
| 2012 | 閃耀祭典                |
| 2013 | 百萬人演唱會！          |
| 2014 | 全力以赴                |
| 2014 | SideM                   |
| 2015 | 灰姑娘女孩 星光舞台     |
| 2015 | 盡情高歌                |
| 2016 | 白金星光                |
| 2016 | 灰姑娘女孩 鑑賞革命     |
| 2017 | 百萬人演唱會！劇場時光  |
| 2017 | SideM 獻唱舞台！        |
| 2017 | 星光舞台                |
| 2018 | 閃耀色彩                |
| 2019 |                         |
| 2020 |                         |
| 2021 | POP LINKS               |
| 2021 | SideM 成長之星          |
| 2021 | 星耀季節                |
| 2022 |                         |
| 2023 | 闪耀色彩 Song for Prism |
| 2024 |                         |
| 2025 | TOURS                   |
| 2025 | 学园偶像大师            |

#### 早期系列
系列第一部作品为街机游戏，于2005年7月26日在日本首次发行。该作品由METRO所开发，使用南梦宫公司的南梦宫246系统街机主板平台。游戏奠定了系列的设定题材：玩家扮演新手制作人，通过训练、试镜、表演等活动培养未来流行偶像，并从中和她们建立起情感关系。该游戏使用支持可复写储存的触摸屏街机，玩家可用两张可复写存储卡来保存记录数据。游戏还支持ALL.Net网络服务，玩家可查看自己偶像的全国排名等级，该网络服务于2010年9月1日终止运营，只有少部分街机仍能使用。
之后在街机版的基础上，于2007年6月25日发行了Xbox 360移植版（简称「1代」），增加了新角色（星井美希）和部分新曲目。据信游戏让日本Xbox Live注册量激增而成为世界最高的主要因素之一，其发售后的微软积分销售量是其发售前的四倍有多。与此同时，玩家大量录制演唱会影像并上传到niconico，使游戏得到大幅推广。
之后于2008年2月28日又在Xbox平台上发行了《偶像大師 為你而唱！》（简称「L4U」），玩家扮演特别制作人，顶替临时翘班原制作人，协调偶像完成感謝祭演唱會。该作专注于控制偶像的表演造型，提供比初代版本更加多可定制的舞台姿势、服装和曲目。遊戲還增加了一種節奏小遊戲，用於炒熱遊戲中演唱會的氣氛。之后在2009年3月12日发行了一个包含初代Xbox版和《為你而唱》的合集包，以“偶像大师双拼包”的名义发售。
2009年2月19日，发布了PlayStation Portable平台版本《偶像大师 SP》（简称「SP」），并且分为三个子版本——“Perfect Sun”（完美太阳）、“Missing Moon”（思念之月）和“Wondering Star”（惊奇之星）。该作新增2个新偶像（我那霸响、四条贵音），以及竞争艺人事务所961 Pro作为玩家对手，每个子版本分别对应一个961对手，由于剧情原因移籍到961Pro的星井美希为《思念之月》对手、我那霸响为《完美太阳》对手、四条贵音为《惊奇之星》对手。《SP》允许玩家启用多人模式，和最多3名其他玩家，让玩家的偶像一起参加幕后休息交谈和表演。
2012年5月23日，飒美基于360系列的主题题材发行了角子機主题游戏《偶像大师 LIVE in SLOT！》。

#### 第二代
2009年5月，官方宣布开展“2nd Vision”的系列下一代发展计划，意在拓展整个系列的世界观。新策划下的第一部作品，任天堂DS平台的《偶像大師 深情之星》（简称「DS」）于2009年9月17日发行。不同于之前系列的玩家作为制作人角色，玩家将扮演876艺人事务所的三名新人偶像之一。除了故事模式外，玩家还用Wi-Fi和至多16名玩家联机，进入相互喝彩模式。在该作故事中，上一代765艺人事务所的偶像世界观得以继承并且在本作中露脸，并且已经成为了故事中当红偶像。
街机版系列的续作，《偶像大師2》（简称「2代」）于2011年2月24日在Xbox 360平台发行，之后PlayStation 3平台版本在2011年10月27日发行。故事为延续《深情之星》的世界观六个月之后，本作故事的角色也出现了部分变化，在SP系列中的三名对手偶像现在归入到玩家可选偶像中，而三浦梓、水濑伊织、双海亚美则归入由秋月律子负责的独立小组“龙宫小町”独立运作。 之后在PlayStation 3平台版本释放了9卷名为「为你写真」（Gravure For You!，简称「G4U」）的粉丝向DLC，于2011年10月27日至2013年6月28日期间分批发行。“为你写真”系列附加包用于提供更多的场景、服装、舞台姿势来指导偶像饰演并拍照。
2012年10月25日在PlayStation Portable平台发行《偶像大师 闪耀祭典》（简称「SF」，或者直接称为「闪耀祭典」），和《SP》一样，同样分三个子版本——“甜蜜声音”（ハニーサウンド）、“特殊音符”（ファンキーノート）与“魅力旋律”（グルーヴィーチューン），故事都为围绕一次外出的音乐会，差异在于故事涉及的偶像分组不同。与之前作品不同的是，本作为一部音乐节奏游戏，没有任何偶像培养元素。之后在2013年4月22日发布了iOS版，并且将子版本标题进行了英语当地化处理。
2013年10月2日，名为《偶像大师频道（Imas Channel）》的应用通过PlayStation Network发布。这个包含一个名为《偶像大师 闪耀TV》的组件，也就是《闪耀祭典》的移植版本，和9部“为你写真”的DLC附加包。
2014年5月15日发布了在PlayStation 3平台的《偶像大師 全力以赴》（简称“OFA”），该版本终于使765Pro的13名偶像全部可用。
2015年12月10日在PlayStation Vita平台发布《偶像大师 尽情高歌》，作为系列十周年纪念作，系统采用《太鼓达人》的游戏模式，并区分两个子版本。
2016年7月28日在PlayStation 4平台发布《偶像大师 白金星光》，该版本首次引入中文本地化版（繁体中文）。
2017年12月21日发售《偶像大师 星光舞台》，为该系列在PlayStation 4平台独占的第二个作品。
2021年10月14日发售《偶像大師 星耀季節》。

#### 第三代
2022年12月26日，官方宣布开展“3.0 VISION”的系列下一代发展计划，理念为让每一位观众成为制作人角色，结合之前发布的动作捕捉技术来加强观众与角色的互动，并宣布成立一个以VTuber为主题的新组合“IM@S vα-liv（ヴイアライヴ）”并公布角色形象，以网络直播的方式开展活动，预定于2023年开始组合活动。
2024年2月19日，官方被留意到注册了多个新商标，为“（学园偶像大师）”、“THE IDOLM@STER Gakuen”及相关简写名称。 2024年2月26日，在本系列18週年紀念直播節目中宣布将推出第六个偶像组合系列并制作相应的手机游戏，同时预定新作品介绍PV发布时间；2024年3月5日，释出新作品介绍PV，宣布新作品策划名为《学园偶像大师》，由伏見司、志瑞祐等担任剧情编辑，佐藤贵文、Nayutan星人、HoneyWorks等人或组合参与作曲，作为手机平台游戏在2024年5月16日于日本iOS/Android平台上线，并释出详细的包括登场角色的作品介绍。
2025年3月26日，系列新一代街机游戏《TOURS》正式运营。

#### 社交网络游戏
该系列第一部社交网络游戏，《偶像大师 灰姑娘女孩》，由DeNA營運和提供服務、運行於Mobage平台，于2011年9月28日发行平台功能机专用版，2011年12月16日发行iOS及Android平台。该作是一部卡片对战游戏，提供了超过100多名偶像，包括765Pro的13名偶像。游戏原作中并没有指定艺人事务所的名称，直到改编电视动画后才确定为346艺人事务所并且与765艺人事务所分开存在。2012年12月，日本经济新闻报道称《灰姑娘女孩》每月能产生10亿日元的收入。在本作题材经改编为电视动画后，顺势推出了分支的音乐节奏游戏，《偶像大師 灰姑娘女孩 星光舞台》，由Cygames开发营运，于2015年9月在日本分别推出Android版和iOS版。2016年10月13日，发布支持PlayStation VR显示的《偶像大師 灰姑娘女孩 鑑賞革命》，由Cygames开发，万代南梦宫发售。
第二部社交网络游戏，《偶像大師 百萬人演唱會！》，由GREE托管运营，2013年2月27日发行，包括基于GREE内置浏览器的Android和iOS平台版，和Au、NTT DOCOMO、软银的功能手机版。和《灰姑娘女孩》一样，也是卡片对战游戏，提供了37名偶像，同样另外包括有765Pro的偶像。而游戏原作则一开始就确立了新增的偶像角色是765艺人事务所旗下剧场的培训组新成员，原有765Pro13名成员是新成员的前辈。2017年6月29日推出分支的音乐节奏游戏《偶像大师 百万人演唱会！ 剧场时光》。
第三部社交网络游戏，《偶像大师 SideM》，運行於Mobage平台，于2014年2月28日发行。同样也是卡片对战游戏，不同的是，本作题材为男性偶像，围绕着315艺人事务所的故事发生，其中所属偶像包括原来在2代出现的敌对事务所961艺人事务所的三名男性偶像组合“Jupiter”，共提供43名男性偶像。2017年8月30日推出分支的音樂節奏游戏《偶像大師 SideM 獻唱舞台！》。2021年10月6日推出音樂節奏的手機遊戲新作《偶像大師 SideM 成長之星》，並追加新組合「C.FIRST」，現時登場的男性偶像共49名。
第四部社交网络游戏，《偶像大师 闪耀色彩》，运行于自营平台“enza”，于2018年4月24日发行。以养成模拟为主，目标是作为283艺能经纪公司的制作人，藉此在有限的時間內進行培養旗下偶像的工作，以在名為「W.I.N.G.」的夢幻祭典上獲得優勝。
第五部社交网络游戏，《学园偶像大师》，于2024年5月16日发行运营，以养成模拟为主，背景为一个虚构的初高中、职业大学一体的偶像培养学园“初星学园”，作为该学园大学制作人专业学生的玩家培育高中偶像部门的角色。

### 改编与作品延伸

#### 动画
在策划的第一阶段时，第一次电视动画化改编是由长井龙雪导演，花田十辉编剧监督，日升动画制作的《偶像大師 XENOGLOSSIA》，于2007年4月到9月期间在关西电视台播放。但不同于系列以偶像培养为主题，本作为一部机器人动画，只借用了偶像大师的标示和第一代人物的人物角色基本设定，没有沿用游戏的声优、游戏的世界观和更具体的角色设定，也对系列专有名词重新释义。2008年2月28日，《偶像大师 为你而唱！》随限定版发售一部17分钟的OVA，由川口敬一郎执导，Frontier Works与Actas制作。
直到策划的第二阶段，终于出现第一部以偶像培养为主题的25话改编电视动画，由锦织敦史导演，并和待田堂子兼任编剧监督，由A-1 Pictures制作，于2011年7月到12月期间在TBS電視台播放，另外在2012年6月16日在电视先行播放其第26话特别篇，该特别篇也随24话、25话一起于BD/DVD发售。2012年10月25日，基于《闪耀祭典》三个子版本故事制作的3部OVA随游戏于2012年10月25日一同发行，沿用了2011年电视动画的制作公司及团队，但时间线与2011年电视动画无关。2014年1月25日，继续由2011电视动画的制作公司制作发行了剧场版《！》。
另外，其他分支系列也有相应的动画改编：
- 由明音所创作的《迷你偶像大师》于2013年1月至3月发行了改编的第一期网络动画，[82]由Gathering (動畫製作公司)制作，共64话，[83]并且在2012年10月27日發行的连载杂志《電擊魔王》中附贈了動畫的第0話OVA，[83][84]之后2013年3月至5月另外单独发行OVA6话，[85]2014年4月至6月再次发行改编的第二期网络动画，沿用第一期的大部分制作团队，共74话，[86]并在2014年3月27日发行的第6卷单行卷中附贈了動畫的第0話OVA。[87]

- 游戏系列分支之一的《灰姑娘女孩》也进行了电视动画化，由高雄统子导演，A-1 Pictures制作，[88]于2015年1月至10月期间放两期播放[89][90][91][92]，共25话，并且相应26话特别篇于2016年2月25日随24、25话的BD/DVD一同发售。[93]在电视动画化前，在灰姑娘女孩系列的现实第二次纪念演唱会——于2013年11月28日——上发放一部音乐PV来预示电视动画化的展开[94][95]。在现实第四次演唱会上，宣布游戏内置漫画《灰姑娘女孩剧场》也将改编为电视动画，沿用《迷你偶像大师》电视动画制作团队制作，于2017年春季开播。[96][97]外传漫画《偶像大师 灰姑娘女孩 U149》也于2022年4月宣布改编电视动画，于2023年4月首播。[98][99]

- 同样地，在《百萬人演唱會》系列的现实第一次纪念演唱会上也发布了一部音乐PV，[100]在全系列10周年演唱会上也再追加了一部新的音乐PV。在2021年节奏游戏发行三周年直播中宣布进行电视动画化改编，[101]于2023年10月首播。

- 《SideM》於2017年2月12日開催的「THE IDOLM@STER SideM 2nd STAGE〜ORIGIN@L STARS〜」第二天公演中公布動畫化[102][103]，同年10月至12月於TOKYO MX・朝日放送・名古屋電視台・日本BS放送中播放[104]。2018年8月20日於ニコニコ生放送中『アイドルマスター SideM 4周年!!!!祭りだわっしょいニコ生』內，公佈動畫化於電擊魔王連載的《偶像大師 SideM 事出有因Mini!》[105][106][107]。同年10月至12月於TOKYO MX・BS11中播放[105]。
- 《閃耀色彩》于2023年3月19日宣布將製作電視動畫，第1季於2024年4月6日播出[108][109][110]，第2季預計於2024年10月播出。

#### 其他类别
作为一个以偶像培养为主题，并涉及歌曲表演的作品系列，由作品系列中衍生大量的音乐专辑及曲目，当中歌曲除了部分来源现实或其他日本ACG作品的曲目翻唱外，还包括部分系列原创的组合曲、角色曲、或者重混编曲等。本系列（排除各分支系列）的音乐专辑系列有14组，约102个音乐专辑。直至到OFA版，游戏全系列中初始情况至少有73首曲目，并没包括其他系列内翻唱或重混编版本，其中街机版有10首，之后Xbox移植版增加至16首，SP版本中不重复的共20首，DS版有10首，2代版Xbox平台版本有18首、PS平台有23首，SF版三个子版本则共有20首，其中6首共有，OFA版则有21首。另外灰姑娘系列有3个音乐专辑系列，共84个音乐专辑；百万人演唱会系列有4个音乐专辑系列，共32个音乐专辑；迷你偶像大师系列有6部音乐专辑；SideM系列有12個音樂專輯系列，共43個音樂專輯；另外XENOGLOSSIA也有5部音乐专辑，包括了片头主题曲、片尾曲、插入曲及原生专辑等。
另外游戏、改编电视动画中也有众多改编漫画、轻小说、画集、设定集、粉丝专集和相关广播剧发行，例如，XENOGLOSSIA系列有一部广播剧，一部漫画，两部轻小说，广播剧内容亦整合为3部CD于2007年发售 ；迷你偶像大师也有一部广播剧，并整合为2部CD于2011年发售；灰姑娘女孩系列至少7部漫画，3部广播剧；百万人演唱会系列至少有2部漫画，2部广播剧；SideM系列至少有3部漫畫 ，4部廣播劇。而本系列则有至少有14部相关原创或改编漫画、13部广播剧、2部小说作品。
萬代南夢宮娛樂於2017年授權改編真人版電視劇 《偶像大師.KR-追逐夢想》。雖然電視劇是根據《偶像大師》改編，故事也是圍繞著偶像的成長、表演和友情展開，但是原作中的遊戲角色並不會在劇中出現。電視劇的劇情完全以韓國的藝人事務所及娛樂產業所為舞台進行原創，講述的是韓國那些少女偶像們成長的故事。

## 共同元素

### 游戏主题与剧情
系列主题是培养未来演艺界流行偶像。系列故事主要围绕765艺人事务所（765 Production，简称为「765Pro」）展开，这间艺人事务所位于办公室，正处于上升期。其他事务所还包括876艺人事务所、961艺人事务所、346艺人事务所和315艺人事务所。765艺人事务所最初有10名偶像可培养，分别是：天海春香、如月千早、萩原雪步、高槻弥生、秋月律子、三浦梓、水濑伊织、菊地真、还有以双胞胎身份为组合的双海亚美和双海真美；之后版本中又再追加三个可选新偶像：星井美希、我那霸响和四条贵音。
而一直围绕这个系列的主要卖点就是表现偶像在演艺界中所经过的努力和所承受的压力，同时在这些压力中经历不同的磨练，从而促进作为制作人的玩家与偶像角色之间的情感关系形成，从而使偶像的水平得到提升，来应对来自其他对抗偶像和艺人事务所的挑战。

### 游戏玩法
玩家在系列游戏中主要扮演制作人，将偶像培养成当红明星。玩家初始时负责培养一名偶像角色，但随着经验积累就能培养多名角色。玩家可自由安排偶像工作日程，如和偶像谈话、为她们布置工作、带其参加培训课程、指导偶像的试镜和现场演出，此外玩家还可给偶像放假不过街机版日程安排只有训练课程和试镜。偶像训练课程由一系列小游戏实现，她们要通过训练来提升歌唱（vocal）、舞蹈（dance）、视觉（visual）印象属性水平。不同作品的课程数量和类型不一，例如街机版有5种课程、《偶像大师SP》有6种课程、《偶像大师2》有3种课程。另外游戏服饰和道具也可提升偶像印象属性水平。
制作人与偶像交谈中会出现剧情选择分支，此时玩家要在有限时间做出选择，玩家可以暂停游戏争取更多选择时间。玩家的选择会影响偶像的心态。若偶像在对话中留下好的回忆，就会更信任制作人，从而在试演会表现的更好。反之如果回忆不佳，会对偶像产生不利的影响。交谈部分在《偶像大师SP》扩展为一个许诺系统。交谈部分是作为提升偶像曝光率和增加粉丝进而获得更多的工作机会的补充。
试镜部分是偶像提升偶像等级和增加粉丝数量的主要途径。试镜同样以小游戏形式完成：偶像根据裁判或观众的评价，来赚取相应的歌唱、舞蹈、视觉印象评分。如果偶像成功通过试镜，还能获得一次在电视上公演的机会。在之后版本的游戏表演中，玩家也从中给予指导方向来影响偶像的表现。在音乐会或者音乐祭典的试镜表演中同样也有这样的效果。玩家还可以查看偶像的等级，以了解她们有多少粉丝支持，或者售出多少单曲专辑。

## 开发
南梦宫早在2000年代初心跳回忆系列全盛时，就开始策划街机版的女性培养攻略游戏。而且当时街机也开始流行以存储卡来保存玩家游戏数据。南梦宫此外还参照早安少女组。的运营模式，通过街机通信网络对参与角色进行竞争排位，决定他们是参与活动还是闲置。南梦宫设计师石原章弘在2001年时，就计划创造一套使用这些技术和理念的游戏。石原希望该游戏能是玩家每天都会回来玩，从而与游戏的发展紧密连系起来。他意识到游戏需要有一个情绪依恋，从而驱使玩家能每天都投入到该游戏中。石原限定游戏目标受众为男性玩家，以模拟养成游戏的模式，让玩家去扶助女性角色，从而产生情感来投入到游戏当中。之后，为了让游戏的玩家保持有求胜心理的刺激曾经产生多种游戏主题，包括了格斗题材，排球题材等。2001年10月，《龙年谱》作为该理念实践的街机主机开发开始。但由于该开发项目是前所未有，而且开发周期过长，无法达至预期的期望。之后重新决定选定了以偶像培育为题材，设定为通过对偶像角色培养并且通过与其他玩家的偶像对抗来取得娱乐界的最高荣誉。作为替代前作理念，2005年7月26日启动名为“THE IDOLM@STER”的开发计划。在初期，南梦宫的其他成员认为在公众场合玩这种模拟养成类游戏非常尴尬，不太看好游戏的发展。但然而游戏首次进行公测时，参与者相当多，游戏得到了认可。随着游戏的广泛流传而人气提升，有竞争对手公司认可了该游戏，表示当初应第一时间想到这类型的策划。
得益于街机游戏的成功，合并后的南梦宫万代游戏公司看中了该游戏的潜力，有意在早于2006年前开发其Xbox 360移植版，虽然已经在2005年5月有相关的内部讨论，并且有意将该作品发展为多媒体的制作策划。南梦宫万代的制作人坂上陽三最起初担心Xbox 360的硬件平台与网络环境是否适合游戏的移植，但最终得益于Xbox Live及主机平台性能，认为担心是多余的。他认为这有助于开发人员去改善游戏质量，从而吸引没接触过街机版游戏的人投入到该游戏中。有许多听闻过街机版游戏但没玩过的人曾向坂上表示过，其所在地区的街机厅没提供这个游戏或者害羞于在公共场合玩这个游戏，因此他希望这次移植能改好地改善这些问题，而且可以更舒服地享受游戏的乐趣，和不同像街机版那样匆忙地推进游戏而可以享受到游戏更多的剧情。由于游戏平台的变化，游戏主要元素也因此有所改变并且自此之后一直在该系列游戏改善与补充。

### 游戏素材的设计
受限于2001年发行的兼容于PlayStation 2的南梦宫246系统街机主板性能，街机系列的图形性能受到一定程度的限制。自街机版以来，表演和试听模式下才会以全3D景观来显示角色和场景，而对话模式下角色使用3D模型在预渲染背景里呈现。为了更好地表现角色的情感动作，本系列大量使用了动作捕捉技术，不只是对话模式下的角色表现，连表演排舞都由专业舞蹈演员拍制。得益于硬件平台的性能提升，在移植Xbox 360版时，所有街机版的元素全部重新制作，包括动作捕捉的素材，而且可以为角色设计添加更多的细节。
作为以偶像培养与表演主题的系列作品，本系列为游戏创作了大量的歌曲，其中很大部分是游戏首发或者可下载内容分发。街机版时游戏附带了10首，在移植Xbox 360版时增加到16首，增加了6首新曲目。之后每个版本都有所增加曲目，例如：L4U版、SP版各增加5首，DS版增加了4首，2代增加了13首，SF增加了4首。另外一些通过音乐专辑和单曲专辑发行的曲目也在游戏中出现，包括部分是游戏重混编版。

### 制作人员
不同版本的制作人员有少许不同，但也有部分人员是贯穿整个系列的设计。
- 石原章弘，自街机版开始，一直当任这个系列的总导演和监制，除了在SP和2代中与加藤正隆共同担任导演，[157]亦有“第一導演”（ディレ1）之稱，2016年1月31日离开万代南梦宫娱乐，[158]转入Cygames，[159]目前任职于Good Smile Company。[160]
- 坂上阳三，系列监督制作人，自Xbox360移植版开始就加入到系列设计中，[130]爱好者中也称其为。2023年3月宣布将卸任总制作人一职。[161]
- 小野田裕之，参与Xbox360版的导演工作。[111]
- 洼冈俊之，自街机版开始一直负责765Pro的角色设计，[162]除了SP版外均有参与制作，另外负责参与CD插图、剧场版小册子及剧场版电影现场观影特典的制作。
- 田宮清高，SP版负责876Pro的人物设计，2代系列以后的人物设计，[157][163][164]另外也同洼冈俊之一起完成作品内男性偶像组合Jupiter的人物细化设计。
- 杏仁豆腐，主要负责CD系列的封面设计，[165][166]之后也主要负责灰姑娘女孩系列游戏的大部分人物设计，及动画改编的人物设计。[167]
- 田中文启，原属于武士道，[168]之后转职至当时的万代南梦宫游戏。在武士道时为Weiß Schwarz的制作人，转职后负责系列的对外公关，有参与系列所举办的现实交流活动。[169]另有担当“DS”的制作人职位。2010年3月离职。

### 项目标示

策划名“PROJECT IM@S”的LOGO

在街机版期间没有使用项目标示，直到南梦宫与万代组成万代南梦宫游戏，在Xbox 360开发期间，就有计划将本作品发展为多媒体计划。2016年11月Xbox 360版上市前夕，作品官方主页改版并开始出现项目标示。之后第一次电视动画，也确立该跨媒体计划的展开。
项目标示的“IM@S”借用了偶像大师的常用缩写名称，但不同的是，其“IM@S”含义引申为“Inter Media Artists and Specialists”，意在表达其作为跨媒体计划的用意。

## 现实活动
除了作为作品世界内的偶像角色，现实的角色声优和组织运营也经常参与现实商业活动和举办演唱会来展现其作为偶像团体的形象。

### 商业活动
| 年份   | 活动名称                                           | 活动时间、地点                       | 出席人员 | 参考                    |
| ------ | -------------------------------------------------- | ------------------------------------ | --- | ----------------------- |
| 2008年 | Animelo Summer Live 2008 -Challenge-               | 8月31日 埼玉超級競技場               | 中村绘里子、今井麻美、高桥智秋、下田麻美                                                                                            | [ 172 ]                 |
| 2008年 | 5pb. presents「EXTRA HYPER GAME MUSIC EVENT 2008」 | 10月13日 STUDIO COAST                | 今井麻美、仁后真耶子、平田宏美、長谷川明子                                                                                          | [ 173 ] [ 174 ]         |
| 2009年 | 武士道卡片游戏系列演唱会2009                       | 2月1日 日本青年館                    | 今井麻美、仁后真耶子 | [ 175 ]                 |
| 2009年 | Animelo Summer Live 2009 -RE:BRIDGE-               | 8月23日 埼玉超級競技場               | 中村绘里子、今井麻美、仁后真耶子 | [ 176 ]                 |
| 2010年 | 武士道卡片游戏系列演唱会2010                       | 2月6日 中野太陽廣場                  | 中村绘里子、今井麻美、原由实、沼仓爱美                                                                                              | [ 177 ]                 |
| 2011年 | 武士道卡片游戏系列演唱会2011                       | 2月27日 橫濱國際平和會議場国家会议厅 | 原由实、沼仓爱美、浅仓杏美 | [ 178 ]                 |
| 2011年 | Animelo Summer Live 2009 -RE:BRIDGE-               | 8月27日 埼玉超級競技場               | 中村绘里子、今井麻美、长谷川明子、原由实                                                                                            | [ 179 ]                 |
| 2011年 | Lis Ani! Live 2011                                 | 12月4日 日本武道馆                   | 中村绘里子、下田麻美、平田宏美、沼仓爱美、浅仓杏美                                                                                  | [ 180 ]                 |
| 2012年 | ACE特别现场舞台                                    | 3月31日 幕張展覽館                   | 中村绘里子、长谷川明子、沼仓爱美、浅仓杏美                                                                                          | [ 181 ]                 |
| 2012年 | niconico超派对                                     | 4月28日 幕張活动中心                 | 中村绘里子、仁后真耶子、平田宏美、下田麻美                                                                                          | [ 182 ]                 |
| 2012年 | niconico超会议 電波研究社LIVE SPECIAL              | 4月29日 幕張展覽館                   | 今井麻美、长谷川明子、仁后真耶子、原由実、浅仓杏美                                                                                  | [ 183 ]                 |
| 2012年 | SUPER GAMESONG LIVE 2012 -NEW GAME-                | 5月26日 橫濱國際平和會議場国家会议厅 | 今井麻美、長谷川明子、沼倉愛美 | [ 184 ]                 |
| 2012年 | 音撃 〜Game Sound Impact 2012〜                    | 8月4日 下总运动公园（下総運動公園）              | 中村绘里子、原由実、浅仓杏美 | [ 185 ]                 |
| 2013年 | Lis Ani! Live-3                                    | 1月26日 日本武道馆                   | 中村绘里子、今井麻美、若林直美、沼仓爱美                                                                                            | [ 186 ]                 |
| 2013年 | niconico 超会议2 niconico 超 Anison Fes            | 4月28日 幕張展覽館                   | 下田麻美、原由実、沼倉愛美 | [ 187 ]                 |
| 2014年 | niconico 超会议3 超音乐祭2014                      | 4月27日 幕張展覽館                   | 沼仓爱美、原纱友里、山崎遥 | [ 188 ]                 |
| 2014年 | Animelo Summer Live 2014 -ONENESS-                 | 8月30日 埼玉超級競技場               | 中村绘里子、今井麻美、下田麻美、沼仓爱美、大桥彩香、福原绫香、原纱友里、青木瑠璃子、松嵜丽、佳村遥、山崎遥、田所梓、Machino、麻仓桃 | [ 189 ]                 |
| 2014年 | 亚洲动画嘉年华 2014 I LOVE ANISONG Concert         | 12月6日 新达城新加坡国际会议展览中心 | 今井麻美、原由实、沼仓爱美、大桥彩香、田所梓                                                                                        | [ 190 ]                 |
| 2015年 | C3日本動玩博覧2015                                 | 2月7日 香港會議展覽中心              | 福原绫香、原纱友里、青木瑠璃子、牧野由依、山本希望                                                                                  | [ 191 ]                 |
| 2015年 | niconico 超会议5 超音乐祭2015                      | 4月25日 幕張展覽館                   | 沼仓爱美、福原绫香、田所梓、藤井幸代                                                                                                | [ 192 ]                 |
| 2015年 | Animelo Summer Live 2015 -THE GATE-                | 8月28日 埼玉超級競技場               | 中村绘里子、今井麻美、浅仓杏美、下田麻美、沼仓爱美、原由实                                                                          | [ 193 ]                 |
| 2016年 | Lis Ani! Live 2016                                 | 1月23日 日本武道馆                   | 中村绘里子、浅仓杏美、沼仓爱美、大桥彩香、福原绫香、原纱友里、山崎遥、Machino、麻仓桃                                               | [ 194 ]                 |
| 2016年 | 台北国际电玩展 2016                                | 2月2日 台北世界贸易中心              | 中村绘里子、下田麻美、坂上阳三 | [ 195 ] [ 196 ] [ 197 ] |
| 2016年 | C3日本動玩博覧2016                                 | 2月20日 香港會議展覽中心             | 淺倉杏美、原由实、五十岚裕美、松嵜丽、坂上阳三                                                                                      | [ 198 ] [ 199 ]         |
| 2017年 | C3日本動玩博覽2017                                 | 2月10日 香港會議展覽中心             | 中村繪里子、仁後真耶子、田所梓、伊藤美來、渡部優衣                                                                                  |                         |

### 偶像大师名义活动
| 年份   | 活动名称                                                                       | 活动时间、地点                       | 出席人员 | 参考                            |
| ------ | ------------------------------------------------------------------------------ | ------------------------------------ | --- | ------------------------------- |
| 2006年 | THE IDOLM@STER 1st ANNIVERSARY LIVE                                            | 7月23日 新木場STUDIO COAST           | 中村绘里子、落合祐里香、若林直美、高桥智秋、今井麻美、平田宏美、钉宫理惠、仁后真耶子、下田麻美、滝田树里                                                                                   | [ 200 ]                         |
| 2007年 | THE IDOLM@STER ALL STAR LIVE 2007                                              | 4月1日 御台場Zepp TOKYO              | 中村绘里子、落合祐里香、若林直美、高桥智秋、今井麻美、平田宏美、钉宫理惠、仁后真耶子、下田麻美、長谷川明子、滝田树里                                                                       | [ 201 ]                         |
| 2007年 | Go to the NEXTSTAGE!! THE IDOLM@STER GREAT PARTY                               | 10月28日 涩谷O-EAST                  | 中村绘里子、今井麻美、下田麻美、仁后真耶子、平田宏美、若林直美、滝田树里 | [ 202 ]                         |
| 2007年 | Go to the NEXTSTAGE!! THE IDOLM@STER GREAT PARTY                               | 11月3日 大阪心斋桥BIG CAT            | 中村绘里子、今井麻美、下田麻美、仁后真耶子、高桥智秋、長谷川明子、滝田树里 | [ 203 ]                         |
| 2007年 | Go to the NEXTSTAGE!! THE IDOLM@STER GREAT PARTY                               | 11月4日 涩谷O-EAST                   | 中村绘里子、今井麻美、仁后真耶子、下田麻美、若林直美、高桥智秋、平田宏美、長谷川明子、滝田树里                                                                                             | [ 204 ]                         |
| 2008年 | Go to the NEW STAGE! THE IDOLM@STER 3rd ANNIVERSARY LIVE                       | 7月27日 橫濱國際平和會議場国家会议厅 | 中村绘里子、若林直美、高桥智秋、今井麻美、平田宏美、钉宫理惠、仁后真耶子、下田麻美、長谷川明子、滝田树里、沼仓爱美、原由实 特邀嘉宾：串田晃                                                | [ 205 ]                         |
| 2009年 | THE IDOLM@STER 4th ANNIVERSARY PARTY SPECIAL DREAM TOUR'S!!                    | 5月17日 CLUB DIAMOND HALL            | 中村绘里子、今井麻美、仁后真耶子、長谷川明子、沼仓爱美、原由实 | [ 206 ]                         |
| 2009年 | THE IDOLM@STER 4th ANNIVERSARY PARTY SPECIAL DREAM TOUR'S!!                    | 5月24日 DRUM LOGOS                   | 落合祐里香、若林直美、下田麻美、長谷川明子、沼仓爱美 | [ 207 ]                         |
| 2009年 | THE IDOLM@STER 4th ANNIVERSARY PARTY SPECIAL DREAM TOUR'S!!                    | 5月30日 JCB大厅                      | 中村绘里子、今井麻美、仁后真耶子、若林直美、高桥智秋、平田宏美、長谷川明子、沼仓爱美、原由实、滝田树里、户松遥、花泽香菜                                                                   | [ 208 ]                         |
| 2009年 | THE IDOLM@STER 4th ANNIVERSARY PARTY SPECIAL DREAM TOUR'S!!                    | 7月23日 难波hatch                    | 中村绘里子、今井麻美、仁后真耶子、平田宏美、原由实、滝田树里、沼仓爱美 | [ 209 ]                         |
| 2009年 | THE IDOLM@STER 2009 H@ppy Christm@s P@rty!!                                    | 12月23日 新木場STUDIO COAST          | 中村绘里子、长谷川明子、今井麻美、平田宏美、下田麻美、原由实、沼仓爱美、若林直美 | [ 210 ]                         |
| 2010年 | THE IDOLM@STER 5th ANNIVERSARY The world is all one !!                         | 7月3日、7月4日 幕張展覽館            | 中村绘里子、长谷川明子、下田麻美、原由实、沼仓爱美、钉宫理惠、仁后真耶子、平田宏美、滝田树里、今井麻美、高桥智秋、若林直美 只参加4日活动：浅仓杏美                                         | [ 211 ]                         |
| 2011年 | THE IDOLM@STER 2 765pro H@PPINESS NEW YE@R P@RTY !! 2011                       | 1月10日 橫濱國際平和會議場国家会议厅 | 中村绘里子、今井麻美、仁后真耶子、平田宏美、下田麻美、长谷川明子、若林直美、原由実、沼仓爱美、浅仓杏美                                                                                     | [ 212 ]                         |
| 2011年 | THE IDOLM@STER 6th ANNIVERSARY SMILE SUMMER FESTIV@L!                          | 6月25日 Tokyo Dome City Hall         | 中村绘里子、长谷川明子、今井麻美、原由实、若林直美、沼仓爱美、仁后真耶子、平田宏美、下田麻美、浅仓杏美                                                                                     | [ 212 ]                         |
| 2011年 | THE IDOLM@STER 6th ANNIVERSARY SMILE SUMMER FESTIV@L!                          | 7月2日 Zepp Sapporo                  | 今井麻美、原由实、中村绘里子、仁后真耶子、平田宏美、若林直美、长谷川明子、沼仓爱美 | [ 213 ]                         |
| 2011年 | THE IDOLM@STER 6th ANNIVERSARY SMILE SUMMER FESTIV@L!                          | 7月9日 Zepp Nagoya                   | 下田麻美、浅仓杏美、中村绘里子、仁后真耶子、平田宏美、若林直美、长谷川明子、沼仓爱美 | [ 213 ]                         |
| 2011年 | THE IDOLM@STER 6th ANNIVERSARY SMILE SUMMER FESTIV@L!                          | 7月16日 Zepp Fukuoka                 | 仁后真耶子、平田宏美、中村绘里子、今井麻美、下田麻美、长谷川明子、原由实、浅仓爱美 | [ 213 ]                         |
| 2011年 | THE IDOLM@STER 6th ANNIVERSARY SMILE SUMMER FESTIV@L!                          | 7月23日 Zepp Osaka                   | 若林直美、沼仓爱美、中村绘里子、今井麻美、下田麻美、长谷川明子、原由实、浅仓爱美 | [ 213 ]                         |
| 2012年 | THE IDOLM@STER WINTER C@RNIVAL!                                                | 1月15日（全天两场） 涩谷O-EAST       | 中村绘里子、长谷川明子、今井麻美、原由实、若林直美、沼仓爱美、仁后真耶子 早场：沼仓爱美 晚场：原由实                                                                                       | [ 214 ]                         |
| 2012年 | THE IDOLM@STER 7th ANNIVERSARY 765PRO ALLSTARS                                 | 6月23、24日 橫濱體育館               | 中村绘里子、今井麻美、仁后真耶子、浅仓杏美、平田宏美、若林直美、下田麻美、钉宫理惠、高桥智秋、长谷川明子、原由实、沼仓爱美、滝田树里                                                       | [ 215 ]                         |
| 2013年 | THE IDOLM@STER MUSIC FESTIV@L OF WINTER!!                                      | 2月10日 幕張展覽館                   | 中村绘里子、仁后真耶子、浅仓杏美、若林直美、下田麻美、长谷川明子、原由实、沼仓爱美、滝田树里                                                                                               | [ 216 ]                         |
| 2013年 | THE IDOLM@STER 8th ANNIVERSARY HOP!STEP!!FESTIV@L!!!                           | 7月7日 Zepp Nagoya                   | 中村绘里子、今井麻美、长谷川明子、下田麻美、沼仓爱美、滝田树里 嘉宾：山本希望、佳村遥、大桥彩香                                                                                            | [ 217 ]                         |
| 2013年 | THE IDOLM@STER 8th ANNIVERSARY HOP!STEP!!FESTIV@L!!!                           | 7月20、21日 ORIX剧场                 | 仁后真耶子、滝田树里、中村绘里子、浅仓杏美、下田麻美、若林直美 两天嘉宾：五十岚裕美、松嵜丽 20日嘉宾：高森奈津美 21日嘉宾：原纱友里                                                        | [ 217 ]                         |
| 2013年 | THE IDOLM@STER 8th ANNIVERSARY HOP!STEP!!FESTIV@L!!!                           | 8月4日 橫濱國際平和會議場国家会议厅  | 长谷川明子、浅仓杏美、中村绘里子、今井麻美、仁后真耶子、原由实、沼仓爱美、若林直美 嘉宾：山崎遥、田所梓、伊藤美来                                                                          | [ 217 ]                         |
| 2013年 | THE IDOLM@STER 8th ANNIVERSARY HOP!STEP!!FESTIV@L!!!                           | 9月15日 Zepp Fukuoka                 | 钉宫理惠、原由实、长谷川明子、今井麻美、沼仓爱美 嘉宾：麻仓桃、夏川椎菜 | [ 217 ]                         |
| 2013年 | THE IDOLM@STER 8th ANNIVERSARY HOP!STEP!!FESTIV@L!!!                           | 9月20、21日 幕張展覽館               | 若林直美、下田麻美、沼仓爱美、中村绘里子、长谷川明子、今井麻美、仁后真耶子、原由实、沼仓爱美、若林直美 嘉宾：大桥彩香、福原绫香、山崎遥、田所梓                                            | [ 217 ]                         |
| 2014年 | THE IDOLM@STER M@STERS OF IDOL WORLD!!2014                                     | 2月22、23日 埼玉超級競技場           | 中村绘里子、長谷川明子、今井麻美、仁后真耶子、浅仓杏美、平田宏美、下田麻美、钉宫理惠、高桥智秋、原由实、沼仓爱美、滝田树里                                                                 | [ 218 ] [ 219 ] [ 220 ]         |
| 2014年 | THE IDOLM@STER 9th ANNIVERSARY WE ARE M@STERPIECE!!                            | 8月2、3日 大阪国际展览中心           | 今井麻美、钉宫理惠、滝田树里、下田麻美、浅仓杏美、沼仓爱美 | [ 221 ] [ 222 ]                 |
| 2014年 | THE IDOLM@STER 9th ANNIVERSARY WE ARE M@STERPIECE!!                            | 8月16、17日 名古屋市综合体育馆       | 中村绘里子、今井麻美、平田宏美、滝田树里、下田麻美、原由实 | [ 221 ] [ 223 ]                 |
| 2014年 | THE IDOLM@STER 9th ANNIVERSARY WE ARE M@STERPIECE!!                            | 10月4、5日 东京体育馆                | 中村绘里子、今井麻美、钉宫理惠、平田宏美、下田麻美、浅仓杏美、原由实、沼仓爱美 4日嘉宾：滝田树里 5日嘉宾：茅原实里                                                                         | [ 224 ] [ 225 ] [ 226 ]         |
| 2015年 | THE IDOLM@STER M@STERS OF IDOL WORLD!!2015                                     | 7月18、19日 西武巨蛋                 | 中村绘里子、今井麻美、仁后真耶子、浅仓杏美、平田宏美、下田麻美、钉宫理惠、高桥智秋、原由实、沼仓爱美、滝田树里                                                                             | [ 227 ] [ 228 ] [ 229 ] [ 230 ] |
| 2017年 | THE IDOLM@STER PRODUCER MEETING 2017 765PRO ALLSTARS -Fun to the new vision!!- | 1月28、29日 东京体育馆               | 中村繪里子、今井麻美、仁後真耶子、浅倉杏美、平田宏美、若林直美、下田麻美、釘宮理恵、高桥智秋、長谷川明子、原由実、沼倉愛美 28日嘉宾：赤羽根健治、三瓶由布子 29日嘉宾：赤羽根健治、茅原实里 | [ 231 ]                         |
| 2017年 | THE IDOLM@STER 765 MILLIONSTARS First Time in TAIWAN                           | 4月22、23日 台北国际会议中心         | 中村繪里子、今井麻美、浅倉杏美、下田麻美、原由実、沼倉愛美 | [ 232 ]                         |
| 2017年 | THE IDOLM@STER 765 MILLIONSTARS HOTCHPOTCH FESTIV@L!!                          | 10月7、8日 日本武道馆                | 7日：中村繪里子、沼倉愛美、平田宏美、原由実、仁後真耶子、高桥智秋 8日：今井麻美、長谷川明子、若林直美、浅倉杏美、下田麻美、釘宮理恵                                                        | [ 233 ]                         |
| 2018年 | THE IDOLM@STER ニューイヤーライブ!! 初星宴舞                                   | 1月6、7日 幕张展览馆                 | 中村繪里子、今井麻美、仁後真耶子、平田宏美、若林直美、下田麻美、釘宮理恵、高桥智秋、長谷川明子、原由実、沼倉愛美                                                                           | [ 234 ]                         |
| 2018年 | THE IDOLM@STER PRODUCER MEETING 2018 What is TOP!!!!!!!!!!!!!?                 | 8月4、5日 幕张展览馆                 | 中村繪里子、今井麻美、浅倉杏美、仁後真耶子、若林直美、高桥智秋、釘宮理恵、平田宏美、下田麻美、原由実、沼倉愛美 嘉宾：赤羽根健治、高橋李依                                                  | [ 235 ]                         |

## 评价
| 游戏       | Fami通     |
| ---------- | ---------- |
| Xbox 360版 | （X360）26 |
| 為你而唱！ | （X360）28 |
| SP         | （PSP） 31 |
| 深情之星   | （DS）30   |
| 2代版      | （X360）31 |
| 闪耀祭典   | （PSP）32  |
| 全力以赴   | （PS3）33  |
| 尽情高歌   | （PSV）32  |
| 白金星光   | （PS4）34  |

偶像大师在每个阶段都取得了不同程度的成功。Xbox 360移植版在2007年日本游戏大奖中凭借独特的养成模拟获得特别奖，在首周取得25000份销量，成为当时日本同期发售平台游戏销量第15名。而L4U更易首周44000份销量取得当时日本同期发售游戏销量第5名。而SP则首周3个子版本共取得129088份的销量。深情之星则首周取得30786份的销量。2010年东京电玩展的参加者將2代的Xbox360版评为最值得期待的作品， 虽然受到2代内容变更而导致爱好者的抵触，但Xbox 360版依然首周录得34621初售成绩，为日本当时同期发行游戏销量的第十，而PlayStation 3版首周也有65512份的销量。闪耀祭典3个子版本共取得首周119132份的销量。
2013年，其游戏及相关周边媒体作品取得了100亿日元的收益。
作为游戏特色，早期其模拟养成部分被认为够简单容易，通俗易懂，里面的小游戏也足够“让人上瘾”。然而，到了2代版本之后，试听部分适当進行了弱化，之前的游戏使其变得更容易理解。游戏早期世界观受到了十分险隘、不够真实等批評，但随着系列的发展，偶像的经验、行为与说话方式变得更加真实，而獲得玩家赞扬。
作为第一个手持式游戏设备的发行版本，SP版被认为是令玩家更加享受于随时“培养自己最心爱的偶像”，另外也認為SP出现的对抗偶像给该系列带来了不同其他作品于的耳目一新的印象，在Fami通，有评测人认为这样能够给自然地看着自己培养的偶像进行演出活动，但也有其他评测人认为如果没有对自己的偶像投入足够感情的话，这样的情节将会显得很无聊。但也有人认为正因为这样具有冲突性的剧情，会使玩家更容易同情和对该作的偶像角色投入情感。不过由于游戏其他部分——例如训练课程、试听等——和其他系列并没有太大的不同，实际上本作也和其他系列的感受也只是有轻微差别。
总的来说，本系列令人值得享受的是伴随着这些“可爱的，富有个性的”偶像一起经历各种“人生”起落来加深形成与角色的情感共鸣的关系。

## 影响
万代南梦宫娱乐和Aniplex经常授权第三方公司或组织，许可他们用系列角色形象推广宣传。其他一些游戏也出现了系列角色，这些游戏多由南梦宫万代自己推出。

### 作品跨界
发行于2007年的《皇牌空战6 解放的战火》在2007年11月22日至2008年3月31日期间以追加下载内容的方式发布了以765Pro13名角色为原型，作为涂装和性能特色的战机机型。而《空戰奇兵 突擊地平線》中，也有相应的“偶像大师”系列的追加下载内容提供。发行于2019年的《皇牌空战7 未知天空》在第一次完成战役模式后也可选用联动徽章
而在南梦宫所发行的传说系列中也有不同的跨作品合作，例如《心靈傳奇》中，高桥弥生作为一个辅佐技能的角色出现；在《幻想傳奇 變裝迷宮X》中，天海春香作为梅儿的客串装扮在该作露面；在《世界傳奇 光明神話》中有部分本系列角色的服装与装扮饰品出售；而無盡傳奇和美德傳奇也以追加下载内容的方式提供部分本系列角色的定制服装与装扮饰品。
在《美丽的块魂》的其中一个关卡收录了由765Pro初始10名偶像角色演唱的“团结（団結）”，之后另有一首由765Pro13人全员演唱的重混版“团结 2010（団結 2010）”，部分游戏内的方块形象取自于角色形象。
而在太鼓达人系列，街机版《太鼓达人7》以后的作品；家用游戏机中，DS平台的所有系列作品、PSP平台的、PS2平台的和、Wii平台的中均有收录偶像大师中的曲目。其中，在街机版和DS版的中，如果选择相关曲目，会有偶像的造型作为舞者登场。曲目的音源都是由偶像大师中全体声优的合唱制作而成。
在初音未来 -歌姬计划- 2nd中，也有提供追加下载内容，可以使该作品的歌姬角色装扮为相应的765Pro偶像角色，并且包括由Vocaloid“歌姬”翻唱的两首偶像大师曲目。

### 商业推广
三井住友银行卡公司（三井住友カード株式会社，SMCC）从2008年11月17日起，开始发行以相应765Pro10名偶像角色的哥德式服装形象的Visa卡，并随开办附送相应角色名片，在消费后凭积分可换领制作人名片。
淘兒唱片日本分公司在2011年3月21日将星井美希任命为新宿分店店长。
東京都神社厅2012年期间，将765Pro的全体角色形象印上小册子和海报，分发给来前来初拜的来客，以此吸引爱好者前往参拜。
鳥栖砂岩足球队在2015年9月12日对阵清水心跳及26日对阵甲府風林的赛事中，发售了印有灰姑娘女孩系列角色的门票。
日本工商业公会在2016年3月24日开始，在日本商业记账技能测试的辅导网站上，启用了灰姑娘女孩系列角色中同样有考取资格认定为个性特色的新田美波作为其应援代言，并且由其配音员洲崎绫录着了相关的鼓励与祝福语音。

## 脚注
音乐专辑
1. ↑  分别命名为：
  - MASTERPIECE
  - MASTERWORK
  - MASTER ARTIST
  - MASTER LIVE
  - Famison 8BIT☆THE IDOLM@STER
  - MASTER SPECIAL
  - DREAM SYMPHONY
  - MASTER ARTIST 2
  - GRE@TEST BEST
  - MASTER ARTIST 3
  - PLATINUM MASTER
  - ANIM@TION MASTER
  - PERFECT IDOL
2. ↑  分别命名为：
  - CINDERELLA MASTER
  - ANIMATION PROJECT
  - STARLIGHT MASTER
3. ↑  分别命名为：
  - PERFORMANCE
  - HARMONY
  - DREAMERS
  - ACTIVITES
4. ↑  分别命名为：
  - ST@RTING LINE
  - ORIGIN@L PIECES
  - ANIMATION PROJECT
  - WORLD TRE@SURE
  - SideM WakeMini! MUSIC
  - NEW STAGE EPISODE
  - GROWING SIGN@L
  - PASSION@TE FORMATION
  - 49 ELEMENTS
  - F＠NTASTIC COMBINATION
  - CIRCLE OF DELIGHT
  - 10th ANNIVERSARY P@SSION

其他
1. ↑  本系列这类以数字命名的艺人事务所，一般会以「数字加Pro」作为其简称